# StoneyDesigner
StoneyDesigner (ストーニーデザイナー)とは、ストーンブレインの公開していた無料の3DCGソフトウェアである。NfDesignの非営利版であったNfModelerの後継。モデリング、アニメーション、レンダリングに対応していた。メタボールに強く、任意のメッシュをメタボールのように使用できる、「メッシュメタボール」に対応していた。IGES形式の読み込みにも対応していた。
なお、オートファクトはNfModelerの営利版であるNfDesignを2016年現在も販売している。また、NfDesignを地下構造向けにしたものとして、防災技術株式会社の販売するGeoDesignも存在する。

## 歴史
- オートファクトがNxViewをリリース
- 2000年6月5日 オートファクトがNxViewをNxDesignに改名[7]
- 2000年6月15日 ストーンブレインが無料のNfViewをリリース[7]
- 2000年6月21日 オートファクトがNxDesignをNfDesignに改名[7]
- 2000年7月頃 ストーンブレインがNfDesignの非営利版であるNfModeler 1.0をリリース[8][3]
- 2002年12月1日 ストーンブレインがNfModelerの販売を終了
- 2009年4月2日 ストーンブレインがStoneyDesigner 1.0をリリース[2]
- 2011年6月15日 StoneyDesigner 2.0
- 2014年5月17日 StoneyDesigner 3.0[1]
- 2015年10月21日 StoneyDesigner 3.4
- 2016年1月31日 StoneyDesigner公開終了